# Exército Líbio

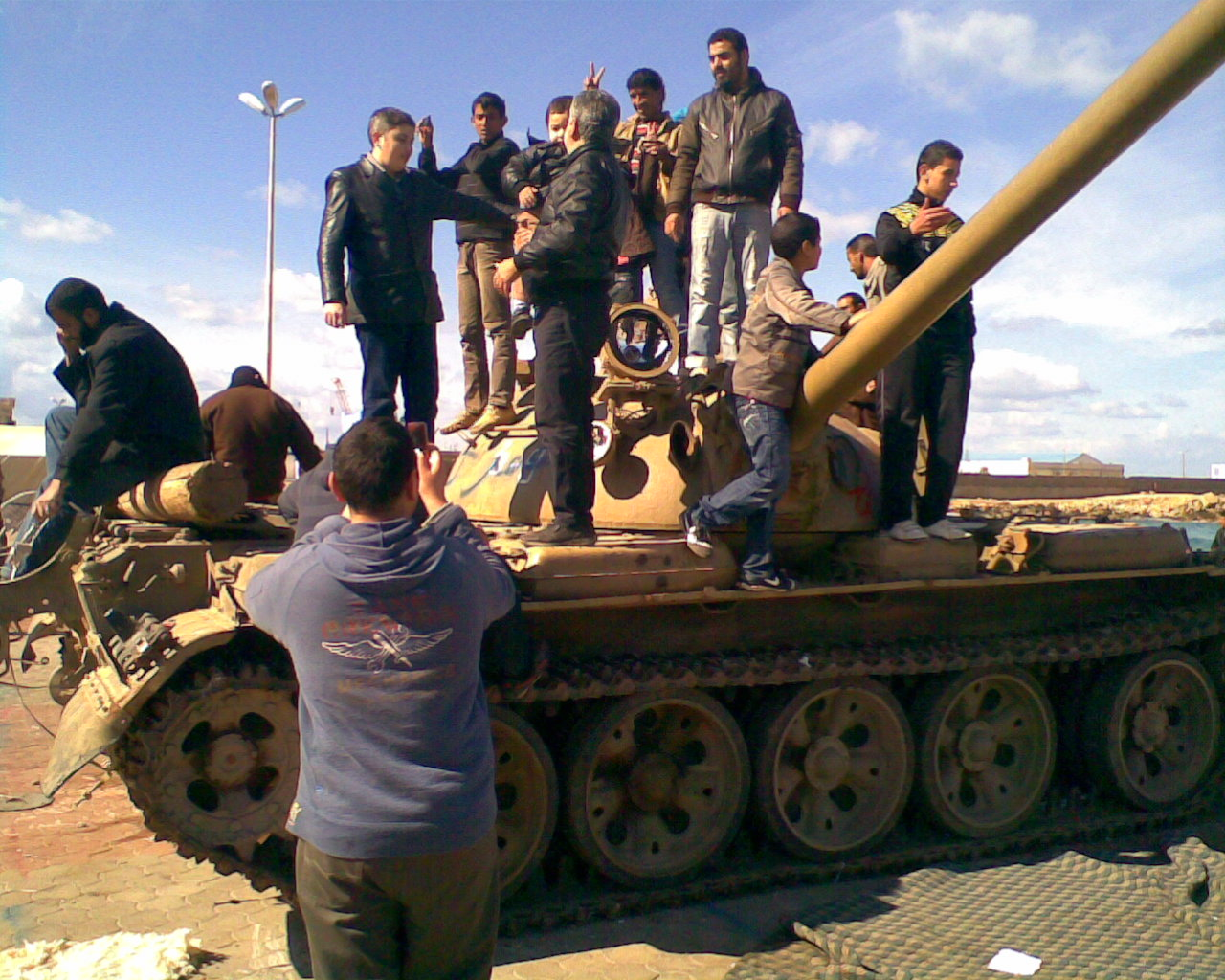
Rebeldes líbios em cima de um tanque do Exército em Bengasi durante a guerra civil de 2011.

O Exército Líbio é a principal força de combate do país. Em 2009, estimava-se que as Forças Terrestres Líbias chegaram a 25 000 homens com mais 25 000 conscritos (totalizando mais de 50 000 soldados). No seu apogeu, o Exército estava dividido em 11 divisões de fronteira e 4 zonas de segurança, com uma brigada de elite de segurança do regime (a antiga 32ª Brigada Khamis), 10 batalhões de tanques, 10 batalhões de infantaria mecanizada, 18 batalhões de infantaria, 6 batalhões comandos, 22 batalhões de artilharia, 7 batalhões de defesa aérea. Durante a Guerra Civil Líbia, o Exército ficou responsável pela repressão ao movimento popular anti-Gadaffi. Porém várias unidades desertaram e lutaram ao lado do Conselho Nacional de Transição.